# Flavoprotéine
Une flavoprotéine est une classe de transporteurs protéiques d'électrons, intervenant dans la chaîne respiratoire. Les gènes codant cette famille aussi dite de gènes photoactifs sont retrouvés, nombreux et diversifiés, dans une grande partie du règne du Vivant, des Archaea  aux Mammifères en passant par les plantes et les champignons (dont les levures). 

## Taille
Cette classe regroupe des protéines d’une taille de 50 à 80 kD, longue de 500 à 700 acides aminés.

## Biochimie
Une flavoprotéine est une protéine qui contient toujours une flavine, flavine dérivée de la riboflavine (ou vitamine B2). Il s'agit donc d'une déshydrogénase fonctionnant avec une coenzyme : le FAD (flavine adénine dinucléotide) ou le FMN (flavine mononucléotide).

## Cas particulier de la famille des cryptochromes/photolyases
Au sein de la classe des flavoprotéine, cette famille des cryptochromes/photolyases présente des particularités rares dans le monde du Vivant (C'est l'une des très rares familles de flavoprotéines pouvant catalyser une réaction biochimique à partir d'énergie lumineuse). Toutes les protéines de cette famille partagent des domaines photoactifs identiques, et elles lient toutes des pigments photoactifs similaires (FAD et MTHF). Elles sont toujours liées à deux chromophores comme cofacteur : une ptérine (MTHF ou méthényltétrahydrofolate) et une flavine (FAD ou flavine adénine dinucléotide).
Au cours de l'évolution, les photolyases auraient été des ancêtres des cryptochromes (qui auraient alors perdu ou partiellement perdu la fonction  de réparation de l'ADN, en acquérant un nouveau rôle dans la signalisation.
Cette famille est composée de 3 grandes catégories (structurellement très proches) :
1. Les photolyases de dimères cyclobutane pyrimidine (CPD)
2. Les photolyases pour les dimères pyrimidine-pyrimidone (photoproduits 6-4)
3. Les cryptochromes (CRY), plus rares dans le monde vivant (retrouvés chez les végétaux supérieurs et chez les animaux, mais uniquement chez quelques autres espèces eucaryotes (algues, champignons) et procaryotes). Ces cryptochromes sont uniquement activés par la lumière bleue ou bleue-verte ; et ils réagissent aussi à certains types de champs magnétiques, par des mécanismes encore mal compris[1]. 
Ces molécules photoréceptrices sont aussi impliquées dans la Magnétoréception et la magnétoperception et le sens de l'orientation chez les animaux migrateurs. 
Chez les végétaux, ce sont sans doute ces protéines qui expliquent les nombreuses observations faites dans le domaine de l'électroculture depuis les travaux de l'abbé Bertholon[2] au XVIIe siècle, jusqu'à nos jour (où ces effets sont souvent expliqués par une action d'ouverture de canaux calciques et une circulation accrue de charges ioniques au niveau des membranes cellulaires, maintenant bien documentées et pouvant expliquer « presque tous les effets biologiques auparavant inconnus et inattendus d'un faible rayonnement électromagnétique » sur les plantes, selon Goldsworthy en 2006[3].

Des photolyases ont été retrouvées dans presque toutes les espèces procaryotes et eucaryotes. Elles sont mêmes codées par certains ADN viraux (Biernat et al, 2012).

Les photolyases, activées par l'énergie lumineuse jouent un rôle majeur, ne serait-ce que parce qu'elles sont des enzymes réparatrices de l'ADN endommagé par les UV « sans induire de signaux de transduction. La découverte du mécanisme de réparation de l’ADN par les photolyases a d’ailleurs été récompensée par le prix Nobel de chimie en 2015. Les cryptochromes, en revanche, fonctionnent comme des molécules de signalisation qui régulent diverses réponses biologiques telles que l'entraînement des rythmes circadiens chez les plantes et les animaux ».